# Colli Etruschi Viterbesi Moscatello
Il Colli Etruschi Viterbesi Moscatello è un vino DOC la cui produzione è consentita nella provincia di Viterbo.

## Caratteristiche organolettiche
- colore: paglierino o giallo dorato più o meno intenso
- odore: profumo caratteristico dell'uva moscato
- sapore: armonico, caratteristico

## Produzione
Provincia, stagione, volume in ettolitri
- nessun dato disponibile